# Trichogramma brevifringiata
Trichogramma brevifringiata är en stekelart som beskrevs av Yousuf och Shafee 1988. Trichogramma brevifringiata ingår i släktet Trichogramma och familjen hårstrimsteklar. Inga underarter finns listade i Catalogue of Life.